# Салкин, Грегг
Грегг Салкин (англ. Gregg Sulkin) — британский актёр.

## Биография
Грегг родился 29 мая 1992 года в Лондоне. По национальности — еврей. Его бар-мицва состоялась у Стены Плача в Иерусалиме. Обучался в школе Хайгейт, на севере Лондона.
Актёрский дебют Салкина состоялся в 2002 году в мини-сериале «Доктор Живаго». Затем он играл в фильме «Чемпионат 66 года», комедийных сериалах канала Дисней «Звон колокольчиков» и «Волшебники из Вэйверли Плэйс».
В 2010 году он исполнил главную роль в телевизионном фильме «Школа Авалон». В одном из интервью Грегг заявил, что он фанат футбольного клуба «Арсенал». С 2015 года встречался с актрисой Беллой Торн. В августе 2016 года они расстались.

## Фильмография
| Год       |    | Русское название                            | Оригинальное название              | Роль                        |
| --------- | -- | ------------------------------------------- | ---------------------------------- | --------------------------- |
| 2002      | с  | Доктор Живаго                               | Doctor Zhivago                     | Серёжа                      |
| 2006      | ф  | Чемпионат 66 года                           | Sixty Six                          | Берни Рёбинс                |
| 2006      | ф  | Человек на Луне                             | Man on the Moon                    | Майкл Элдрин                |
| 2007      | ф  | Гнилое яблоко                               | Rotten Apple                       | рассказчик                  |
| 2007      | с  | Шоу Небес и Земли                           | The Heaven and Earth Show          | 1966                        |
| 2007      | с  | Как звонит колокол                          | As the Bell Rings                  | Джей Джей                   |
| 2009      | с  | Приключения Сары Джейн                      | The Sarah Jane Adventures          | Адам                        |
| 2010      | ф  | Жизнь за брата                              | The Heavy                          | второй подросток            |
| 2010      | тф | Школа Авалон                                | Avalon High                        | Уилл Вагнер                 |
| 2010—2012 | с  | Волшебники из Вэйверли Плэйс                | Wizards of Waverly Place           | Мэйсон Грейбэк              |
| 2011      | с  | Р. Л. Стайн: Время призраков                | R.L. Stine's The Haunting Hour     | Мэтт                        |
| 2012      | ф  | Белая лягушка                               | White Frog                         | Рэнди Голдмэн               |
| 2012      | ф  | Камилла Дикинсон                            | Camilla Dickinson                  | Фрэнк Роуэн                 |
| 2012      | с  | Мелисса и Джоуи                             | Melissa & Joey                     | Хэскелл Дэвис               |
| 2012      | с  | Милые обманщицы                             | Pretty Little Liars                | Уэсли Фицджеральд           |
| 2013      | тф | Возвращение волшебников: Алекс против Алекс | The Wizards Return: Alex vs. Alex  | Мэйсон Грейбэк              |
| 2013      | ф  | Другая я                                    | Another Me                         | Дрю Фрейзер                 |
| 2014      | ф  | Слияние                                     | Affluenza                          | Дилан Карсон                |
| 2014      | с  | Фальсификация                               | Faking It                          | Лиам Букер                  |
| 2014      | тф |                                             | A Daughter's Nightmare             | Бен Вудс                    |
| 2016      | ф  | Не вешай трубку                             | Don't Hang Up                      | Сэм Фуллер                  |
| 2017      | с  | Беглецы                                     | Runaways                           | Чейз Стэйн                  |
| 2017      | ф  | Статус: Обновлен                            | Status Update                      | Дерек                       |
| 2019      | ф  | История золушки: рождественское желание     | A Cinderella Story: Christmas Wish | Доминик Уинтергарден, принц |